# Дворське
Дворське́ (рос. Дворськое) — село у складі Німецького національного району Алтайського краю, Росія. Входить до складу Орловської сільської ради.
Стара назва — Дворський.

## Населення
Населення — 130 осіб (2010; 179 у 2002).
Національний склад (станом на 2002 рік):
- росіяни — 68 %